# Johnny Diesel
 (janvier 2022).
Si vous disposez d'ouvrages ou d'articles de référence ou si vous connaissez des sites web de qualité traitant du thème abordé ici, merci de compléter l'article en donnant les références utiles à sa vérifiabilité et en les liant à la section « Notes et références ».
 (janvier 2022).
Johnny Diesel, né le 31 mai 1966, est un musicien australien de blues, rock et soul.

## Biographie
Johnny Diesel est né à Fall River, dans le Massachusetts, aux États-Unis le 31 mai 1966 et a émigré en Australie avec sa famille à l'âge de 9 ans. Guitariste et chanteur, de son vrai nom Mark Lizotte, Johnny Diesel a enregistré 9 albums.
Il a été révélé en France et dans le monde avec son premier album Johnny Diesel and The Injectors, sorti en mars 1989. Considéré comme un album de studio, il a toutefois été enregistré en live lors de concerts entre 1988 et 1989 aux USA. Johnny Diesel était cependant déjà connu en Australie, puisqu’il a décidé de devenir musicien à l'âge de 15 ans, et formé son premier groupe en 1983. Il fonde Johnny Diesel and the Injectors en 1986. Il choisit son nom d’artiste en référence à son métier de pompiste.
En 1987 Johnny Diesel est guitariste de son beau-frère Jimmy Barnes, un autre rocker australien, de plus de 10 ans son aîné.
Johnny Diesel enregistre 2 disques (1 album et un 4 titres enregistré à la BBC) sous le nom Johnny Diesel and The Injectors, cette formation existe de 1987 à 1990.
De 1991 à 1998, c’est sous le simple nom de Diesel que l’artiste poursuite sa carrière avec 4 albums et 1 compilation.
En 1999, sort un album sous le nom de Mark Lizotte, son véritable nom de famille.
Il revient ensuite à Diesel, mais utilise également Mark Lizotte.
Aujourd’hui[Quand ?] Johnny Diesel n’est quasiment plus distribué en France. Seul son premier album est encore disponible à la vente, considéré comme un album culte du rock australien.
Il reste cependant une figure des plus marquantes du rock de ces 20 dernières années tant son premier album a révélé un talent de chanteur-guitariste d’une énergie rare, digne des plus grands noms parmi ses illustres prédécesseurs.